# Hugues de Chaumont
Pour les articles homonymes, voir Chaumont.
Hugues de Chaumont, dit le borgne, connétable de France sous Philippe Ier et Louis VI (entre 1108 et 1138).
Fils d'Enguerrand de Chaumont, il épousa une certaine Dame Luce, qui lui donna 2 fils. À savoir Guarin et Wallon, qui eut pour épouse une certaine Mathilde.
Il signa diverses chartes en faveur des abbayes de Saint Denis et de Tiron, ainsi qu'en faveur des prieurés de Saint Sanson d'Orléans et de Saint Martin-des-Champs, entre les années 1108 et 1134. Il donna les dîmes de Doudeauville, de Fay, de Gagny, de Loconville et d'Ons-en-Bray, à l'abbaye de Saint Germer (avec le consentement de sa famille), pour financer le voyage en terre Sainte. Il mourut en 1138.